# Kotline
Kotline (cyr. Котлине) – wieś w Czarnogórze, w gminie Pljevlja. W 2011 roku liczyła 68 mieszkańców.